# Universitets- och högskoleämbetets författningssamling
Universitets- och högskoleämbetets författningssamling (UHÄ-FS) var en författningssamling som gavs ut under åren 1977 till 1992 av myndigheten Universitets- och högskoleämbetet innehållande lagar, förordningar, föreskrifter, notiser om fastställande av utbildningsplaner etc. inom universitets- och högskoleområdet.
Stora delar av de av författningar som beslutats av regeringen eller Universitets- och högskoleämbetet och som kungjorts i författningssamlingen upphörde att gälla vid utgången av juni 1992 genom regeringens förordning (1992:815) om upphävande av författningar som kungjorts i Universitets- och högskoleämbetets författningssamling.